# Cayce
Cayce è una città di 13.062 abitanti degli Stati Uniti d'America situata nella contea di Lexington nello Stato della Carolina del Sud.